# Majeur septiemakkoord
Een majeur septiemakkoord of groot septiemakkoord bestaat uit de tonica, de grote terts, de reine kwint, en de grote septiem. Op do wordt dat: do-mi-sol-si. Dit majeur septiemakkoord komt in de grote tertstoonladder voor op de eerste en op de vierde graad (in do groot: op do en op fa).
Als gebruik wordt gemaakt van akkoordsymbolen zoals in de jazz notaties gebruikelijk (vb. in do/C): CM7, Cmaj7, CMa7, en CΔ7.